# San Marco (Perugia)
San Marco è una frazione del comune di Perugia (PG).
San Marco è stata sede della ex IV circoscrizione del Comune di Perugia, che comprende i quartieri perugini Ponte d'Oddi, Oliveto, Montegrillo, Cappuccinelli-Banca d'Italia e Santa Lucia nonché le frazioni periferiche di Pantano, Maestrello, Colle Umberto, Canneto e Cenerente. Ha 11 453 abitanti, distribuiti su una superficie di 7,8 km². Geograficamente situata al limite nord-ovest del territorio di Perugia, il suo territorio è prevalentemente collinare-montuoso, con i rilievi di monte Pacciano (648 m)e monte Malbe (652 m).
Col nome San Marco, però, non viene mai indicata l'area corrispondente alla ex IV circoscrizione. Comunemente, riferendosi San Marco si indica il primo quartiere (uscendo dal centro di Perugia) sito lungo (e a monte della) SP 170 di Maestrello, la quale raggiunge poi il Comune di Corciano ed è nel tratto in questione sovra-denominata strada Perugia-San Marco.

## Storia
Il territorio - soprattutto nelle zone di Monte Malbe e Colle Umberto - è ricco di Castelli, Pievi, Ville e case coloniche sparse, risalenti al XIV e XV secolo.
Nella collina di San Marco nel 1822 è stato rinvenuto il Cippo di Perugia, un importante reperto utile per la decriptazione della lingua etrusca.

## Economia e manifestazioni
La frazione di San Marco può essere considerata un tutt'uno con l'abitato perugino, vista la continuità di cui gode con i quartieri periferici del capoluogo.
All'inizio del XX secolo il fulcro economico del territorio è stato costituito dalla fornace Galletti, attorno alla quale il paese ha subito una forte crescita e successivamente dagli stabilimenti "Luisa Spagnoli" per la lavorazione della lana e dell'angora, nonché per la preparazione di confezioni per l'abbigliamento femminile, nel vicino quartiere di Santa Lucia.
La facoltà di Ingegneria dell'Università degli studi di Perugia si trova nella zona di Santa Lucia.
Nella seconda metà di giugno si svolge la Festa di Sant'Orfeto e la Processione di Sant'Orfeto, patrono di San Marco, la cui statua viene temporaneamente trasportata dalla chiesa di Sant'Orfeto a quella di San Marco.
Nella seconda metà di agosto, invece, a Santa Lucia si svolge la Sagra dello spaghetto. Nell'ultima giornata di maggio si svolge a Ponte d'Oddi la Festa della Madonna della Pace. Storicamente va ricordata una importante manifestazione del quartiere Ponte d'Oddi "La Sagra del Gelato" 1984 - 1991.

## Monumenti e luoghi d'interesse
- Museo delle Acque, conservoni di Monte Pacciano e antico acquedotto medievale della città di Perugia che a partire dal XIII secolo ha portato l'acqua al centro cittadino. Il conservone più antico è del 1255.
- Chiesa di San Marco (XIV secolo), ricostruita nel 1929 in stile neoromantico; è caratterizzata da un tetto a capanna e da un arco a tutto sesto. All'interno è conservato un crocifisso ligneo ed una tela di Cristoforo Gasperi di Magione.
- Pieve di Santa Fermina (Pievuccia), il cui fonte battesimale fu spostato nel 1577 nella chiesa di Cenerente.
- Castello di Cenerente o dell'Oscano (XV secolo), con un parco di faggi rossi, cedri del Libano e sequoie secolari. Nato come torre di avvistamento per il controllo della vecchia strada del lago Trasimeno, venne poi modificato dalla famiglia austriaco-tirolese dei Telfner.
- Chiesetta di Sant'Orfeto (1163), riunita alla chiesa attuale di S. Marco nel 1576 e dedicata ad un leggendario Legionario romano. La chiesa venne ricostruita interamente nel 1932 e nel 1944 (a causa di un bombardamento); è caratterizzata da un tetto a capanna e da una facciata con rosone circolare.
- Chiesa di Santa Maria di Cenerente (XIV secolo), ricostruita in stile neoclassico nel 1850.
- Chiesa di Santa Lorenzo della Rabatta (XII secolo), restaurata ed ampliata nel 1903, è attualmente in precario stato di conservazione.
- Il "Santone"

## Sport

### Impianti sportivi
Questi sono i più importanti impianti sportivi, con le discipline in essi svolte:
- palasport di San Marco;
- campo da calcio;
- Palestra Montegrillo.

### Associazioni sportive
- ASD Montegrillo (tennistavolo)
- San Marco Juventina (calcio)
- Pallacanestro Perugia